# Qin Dongya
Qin Dongya –en xinès, 秦东亚– (Liaoyang, 3 d'octubre de 1979) és una esportista xinesa que va competir en judo.
Va participar en dos Jocs Olímpics d'Estiu els anys 2000 i 2004, obtenint una medalla de bronze en l'edició d'Atenes 2004 en la categoria de –70 kg. Als Jocs Asiàtics va aconseguir dues medalles els anys 2002 i 2006.
Va guanyar una medalla al Campionat Asiàtic de Judo de 1999.

## Palmarès internacional
| Jocs Olímpics     | Jocs Olímpics              | Jocs Olímpics | Jocs Olímpics |
| Any               | Lloc                       | Medalla       | Categoria     |
| ----------------- | -------------------------- | ------------- | ------------- |
| 2004              | Atenes ( Grècia)           | 3             | –70 kg        |
| Jocs Asiàtics     |                            |               |               |
| Any               | Lloc                       | Medalla       | Categoria     |
| 2002              | Busan ( Corea del Sud)     | 1             | –70 kg        |
| 2006              | Doha ( Qatar)              | 3             | –70 kg        |
| Campionat Asiàtic |                            |               |               |
| Any               | Lloc                       | Medalla       | Categoria     |
| 1999              | Wenzhou ( R.P. de la Xina) | 2             | –70 kg        |